# Верховний король Ірландії

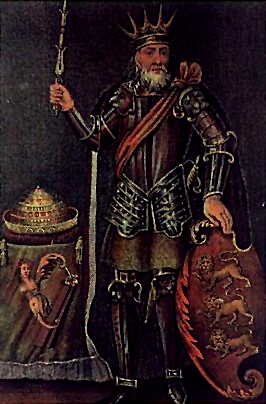
Бріан Бору (Бріан Борума), Верховний король Ірландії початку XI століття

Верховний король Ірландії (ірл. Ard Rí) — титул, що існував в Ірландії в давні часи та епоху раннього середньовіччя — як мінімум з III по XII століття. Останнім реальним de jure та de facto верховним королем Ірландії був Руайдрі Ва Конхобайр (1166—1198 роки правління). Потім було в Ірландії ще два прецеденти в історії проголошення верховних королів: Бріана Ва Нейлла — борця за свободу Ірландії проти англійського панування, який очолив боротьбу повсталих ірландських кланів за свободу, проголосили Верховним королем Ірландії у 1258—1260 роках та брата шотландського короля Роберта Брюса — Едуарда Брюса проголосили верховним королем Ірландії у 1315—1318 роках під час війни за незалежність Ірландії. Обидві спроби відновити титул завершилися трагічно: повстання були втоплені в крові англійськими військами.
Середньовічна історична ірландська традиція базувалась на ідеї того, що починаючи з давніх часів, Ірландією управляв Верховний король. Такі твори, як «Книга захоплень Ірландії» (Lebor Gabála Érenn), а також «Аннали Чотирьох майстрів» (Annals of the Four Masters) та «Історія Ірландії» (Foras Feasa ar Éirinn) Джеффрі Кітінга простежували лінію Верховних королів з найдавніших часів. У цих книгах простежуються династії ірландських королів з 3000 року до нової ери (з часів потопу) до 1318 року. Звичайно, у стародавні часи малоймовірним вважається існування в Ірландії держави та титулу верховного короля, але інформація, що міститься в ірландських легендах та міфах, записаних у V—VIII століттях ірландськими монахами, переказах, які передавалися століттями друїдами, філітами та бардами з уст в уста і з покоління в покоління, мають під собою якісь історичні підстави. В Ірландії безумовно здавна існували племена (туати), які мали своїх вождів (рі) та клани, що теж мали своїх вождів, пам'ять про яких збереглася в народних переказах та легендах. Порівняно з іншими народами, Ірландія має чи не найбільший за об’ємом та кількістю інформації збірних історичних переказів, легенд та міфів про історичні події. Ці давні історичні перекази, в яких поєднуються проза і поезія, правда і вигадка, називаються скели. Археологи підтвердили існування в давнину Тари — резиденції верховних ірландських королів, яку раніше вважали міфічною.
У давньоірландських законах немає прямих даних про такий титул, і деякі вчені кажуть, що це — псевдоісторична конструкція, створена у восьмому столітті нашої ери, проєкція у віддалене минуле політичної одиниці, яка не існувала насправді до епохи Маел Сехнала, сина Маел Руанада (Máel Sechnaill mac Máele Ruanaid) у IX столітті.
Згідно з історичними переказами влада верховного короля в Ірландії була номінальною — реальна влада належала вождям кланів та королям дрібних королівств, на які була поділена Ірландія. Історично в Ірландії існувало чотири найбільших королівства — Улад (Ольстер), Ленстер, Манстер (Муму), Коннахт. Ці королівства в свою чергу ділилися на дрібніші королівства і володіння окремих кланів. Між королівствами та кланами точилися постійні війни та ворожнеча. Влада верховного короля полягала у балансуванні між теоретично підвладними, а насправді незалежними васалами — під час воєн верховний король постійно ставав на той чи інший бік, шукав союзників. Для зміцнення влади верховного короля існував звичай — свято Тари: періодично (раз на три роки) королі васальних королівств та вожді кланів з’їжджалися в Тару на свято, де приносили присягу на вірність королю та обмінювалися заручниками. У випадку порушення угоди заручників страчували. Першим верховним королем Ірландії, хто відмовився від системи заручників, був Ніл Дев’яти Заручників (ірл. Niall Noígíallach; роки правління 368—395). На святі Тари відбувався символічний шлюб верховного короля із землею Ірландії. Це відбувалось у формі «бенкету Тари» у Медовому Покої верховних королів. Легендою про цей шлюб є легенда про Ніла Дев'яти Заручників, який під час випробування у дрімучому лісі переспав зі старою відьмою, яка на ранок перетворилася у красиву молоду дівчину і сказала, що вона Влада (це символізувало: влада до появи короля — потворна і стара, з появою короля — жіночна і жадана). Під час коронації і свята Тари майбутній король повинен був пройти низку випробувань: під ним повинен був закричати Камінь Долі (Фаль), який кричав тільки тоді, коли до нього торкався майбутній верховний король Ірландії, претендент на трон повинен був проїхати на колісниці між двома каменями, які не пропускали його, якщо він не гідний бути королем. При коронації король присягався «небом, землею, водою, вітром, сонцем і місяцем», що буде правити справедливо і шануватиме звичаї і народ. При цьому 7 друїдів і 7 філідів ручалися, що взаємна присяга буде дотримана і у випадку порушення падуть на землю Ірландії та на порушників угоди чисельні біди.
Існувала так звана «Правда Короля» (ірл. fir flathemon) — система уявлень і звичаїв щодо верховного короля Ірландії. Якщо верховний король Ірландії веде життя праведне, не порушує законів та звичаїв, справедливо чинить суд, справедливо владарює, прийшов до влади чесним шляхом, красивий зовнішньо, здоровий, то на землі Ірландії будуть благополуччя і добробут. Якщо ж король порушив справедливість, то Ірландію чекають голод, епідемії, стихійні лиха. Тому проти короля, що, на думку народу, порушив звичаї, потрібно було здійняти повстання і посадити на трон «правильного короля». По цій же причині якщо король отримував каліцтво чи захворів — він мусив покинути трон.
Верховний король Ірландії неодноразово пробував перетворити свою владу з номінальної в реальну. Так верховний король Конн Сто Битв (ірл. Conn Cétchathach) шляхом нескінченних війн ненадовго зумів об’єднати Ірландію, але після його смерті все повернулося на круги своя.
В Ірландії не існували чітких законів чи правил успадкування титулу верховного короля. У випадку смерті короля влада могла передаватися сину, братові, племіннику чи навіть дружині чи дочці. Короля вибирали вожді племен та кланів. Трон верховного короля постійно був предметом суперечки та причиною війн. Мало хто з верховних королів Ірландії помер своєю смертю. Вся історія титулу — це історія змов, заколотів, повстань, державних переворотів. Іноді, коли успадкування трону були принципово неясним, ірландці влаштовували Свято бика: на святі приносили в жертву бика, один з воїнів їв м'ясо бика донесхочу і пив відвар його м’яса, потім над його ложем говорили слова правди, і той, кого він бачив уві сні, і ставав верховним королем Ірландії.
Верховний король Ірландії мав особисті володіння — Міде. У IV—XII століттях трон верховних королів Ірландії перебував переважно в руках династії О’Нейлів (О’Нілів) — нащадків короля Ніла Дев’яти Заручників. У VI столітті ця династія розкололась на кілька гілок — Північних, Південних О’Нейлів та ін. Ці гілки одного роду постійно ворогували між собою і вели боротьбу за трон.
Тривалий час резиденцією верховних королів була Тара — сакральне місце в Ірландії. Зараз це низка пагорбів у графстві Міт, що ховають під собою руїни. Після прийняття християнства і проголошення святим Патріком «Прокляття Тари» (у кінці V століття) як центру язичництва Ірландії резиденція верховних королів були занедбана, перетворилась на руїни, а потім у пагорби. Резиденція верховних королів містилася в особистих замках короля (яких інколи було декілька), у Круахані (столиці королівства Коннахт) та на Горі Королів.